# سوئلو
سوئلو (به ایتالیایی: Suello) یک کومونه در ایتالیا است که در استان لکو واقع شده‌است. سوئلو ۲٫۶ کیلومتر مربع مساحت و ۱٬۵۸۷ نفر جمعیت دارد.